# Электроника МК-60
Электроника МК-60 — первый советский калькулятор с питанием на солнечных элементах. Выпускался с 1982 года, продавался по цене 45 рублей. Калькулятор выполняет четыре арифметические операции, смену знака числа, извлечение квадратного корня, вычисление процентных отношений, операции с памятью, коррекцию ошибочно введенного числа. В калькуляторе предусмотрено отключение питания через 10-20 минут простоя.

## Технические данные
- Количество автоматически выполняемых операций: 11;
- Время выполнения арифметических операций: <0,6;
- Диапазон представляемых чисел: от ±10−7 до ±(108-1);
- Воспроизводимые на индикаторе символы: «0..9», «.», «-», «Е», «П»;
- Диапазон рабочих температур: +5..+40;
- Габаритные размеры, мм: 115,2х65,2х9;
- Масса: менее 100 г.

### Модификации
Существовало две модификации «Электроника МК-60» и «Электроника МК-60М».
Функционирование микрокалькулятора гарантируется при освещенности от лампы накаливания 100 Вт на расстоянии не более 2 м или от флюоресцентной лампы мощностью 15 Вт на расстоянии не более 60 см.

## Фотографии
|  |  |